# 世界むちゃブリ旅
『世界むちゃブリ旅』（せかいむちゃブリたび）は、2017年8月5日にテレビ朝日で放送されたバラエティ番組である。
放送時間は14:30 - 16:00（JST。『スペシャルサタデー』第3部）。前身は『世界カンペ旅』。

## 概要
世界むちゃブリ旅とは、芸人が、むちゃブリともいえる限定ルールで世界を旅する企画。
- 『世界カンペ旅』

芸人「三四郎」が現地語ヒンディー語で書かれたカンペだけを頼りに、目的地を目指すという過酷な旅番組。
今回はインドを訪れ、首都デリーから1000km先の世界遺産（マハーボディ寺院）を目指す。
- 『日本人しか頼っちゃダメよ旅』

「ブルゾンちえみwith B」の「with B」こと 芸人「ブリリアン」が外国にいる日本人だけを頼りにゴールを目指す旅！
舞台はフィリピン。彼らに与えられたのはタガログ語の「日本人はどこですか？」という1ワード
400km先の世界遺産ビガンを目指す！

## 出演
- 三四郎
- ブリリアン
- 出川哲朗
- 佐藤栞里

## スタッフ
- ナレーション：村田秀亮（とろサーモン）
- 構成：池谷勇太、太崎泰義、西村隆志、松葉佐彰仁
- カメラ：山本健太、佐藤慎悟
- 音声：米川和宏、松足立憲昭
- 編集：岩品博之、伊藤さやか
- MA：岸本権人
- 音効：岡田淳一
- TK：長谷川夏子
- 編成：吉冨大輔
- 宣伝：堀場綾技子
- アシスタントプロデューサー：大城裕子
- アシスタントディレクター：瀬野亨、関愛弓、中壽賀智実
- ディレクター：青山敏雄、田村秋男、伊藤馨志朗、大沢朗
- 演出：山本雅一
- プロデューサー：山岡重樹、青田和大、石井かつひと、村山学
- ゼネラルプロデューサー：加地倫三
- 技術協力：スウィッシュ・ジャパン、ターンアップ、AZABU PLAZA、東京オフラインセンター
- 制作協力：ホールマン
- 制作著作：テレビ朝日